# Мягкоход
Мягкохо́д (укр. М'якохід, пол. Miahkochody) — село на Украине, находится в Бершадском районе Винницкой области.
Код КОАТУУ — 0520483403. Население по переписи 2001 года составляло 1373 человека, по данным 2025 года составляет 976 человек. Почтовый индекс — 24420. Телефонный код — 4352.
Занимает площадь 52,9 км².

## Известные уроженцы
- Воронцов, Николай Алексеевич (1922—1943) — Герой Советского Союза.
- Паламарчук Максим Акинфиевич (1929—2007) — Начальник медико-санитарного управления ЦК ДОСААФ СССР.

## Адрес местного совета
24420, Винницкая область, Бершадский р-н, с. Мягкоход, ул. К. Маркса